# マルコス・デ・ニサ

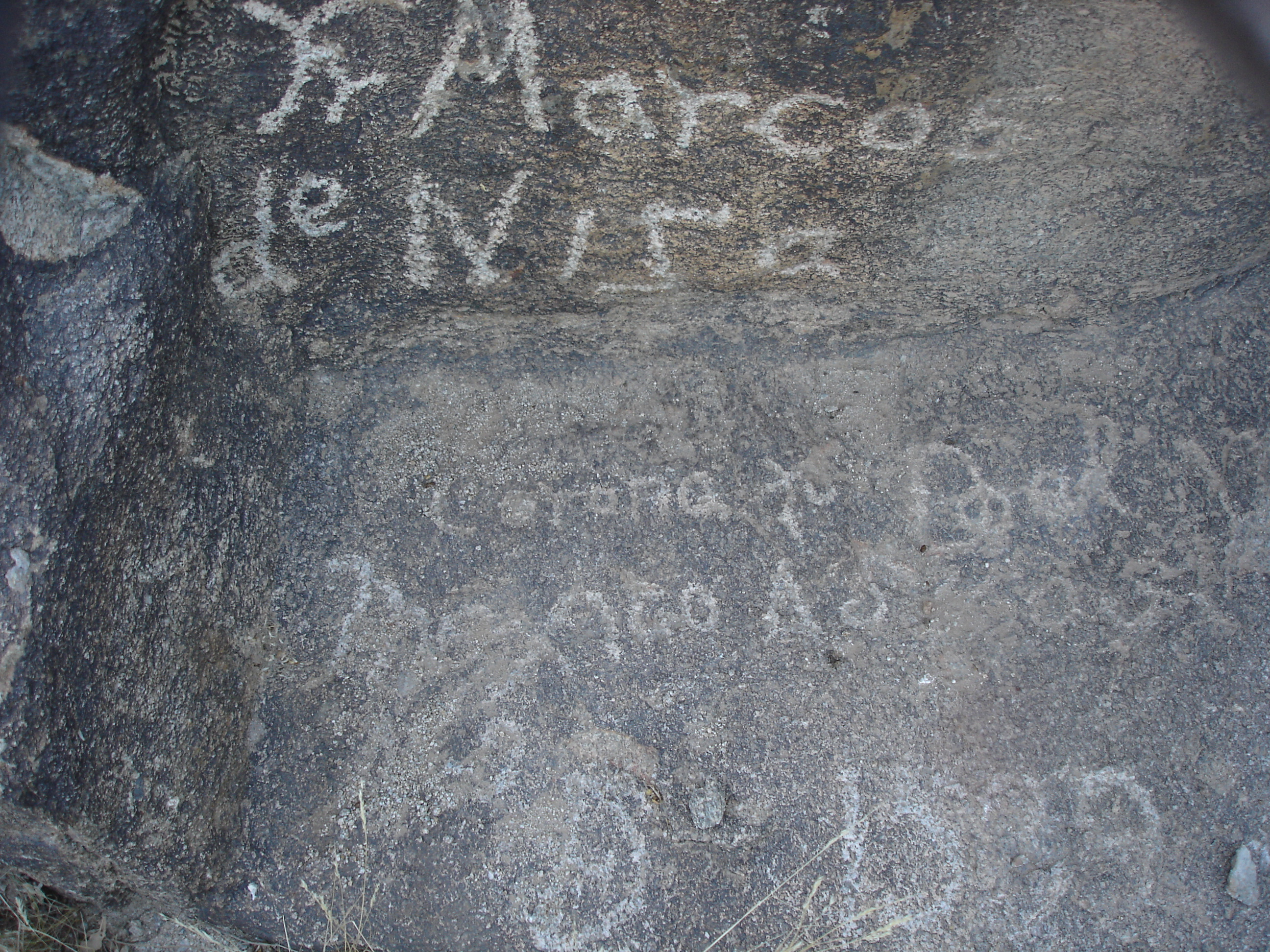
1539年にマルコス・デ・ニーサによって残されたとされる記述。現在のアリゾナ州フェニックスのサウス・マウンテン・パークにある

マルコス・デ・ニーサ修道士 (Fray Marcos de Niza, 1495年頃 - 1558年5月25日) は、フランシスコ会修道士で、当時サヴォイア家の統治下にあった現在のフランスのニースで生まれる（ニーサはニースのスペイン語）。彼の嘘によりヌエバ・エスパーニャ副王アントニオ・デ・メンドーサが現在のアメリカ合衆国南西部への探検隊を送った。
1528年パンフィロ・デ・ナルバエス率いる遠征隊がフロリダの海岸で難破し、4人の生存者が8年かけてシナロア州クリアカンへ辿り着いた。その中に『難破』を著したカベサ・デ・バカとムーア人のエステバニコもいた。
マルコスは1531年にアメリカに渡り、ペルー、グアテマラ、メキシコで熱心な布教活動をした後、ソノラ州北方の国の探検隊に選ばれた。その北方の国には、カベサ・デ・バカの見聞の物語で、莫大な財産が描かれていた。マルコス修道士はカベサ・デ・バカの仲間であったエステバニコの案内で1539年3月にクリアカンを発ち、アリゾナ州南東部を横切り、伝説のシボラの7都市に入り込み、そして9月にクリアカンに帰還した。
彼はシボラを遠くから見ただけで、シボラがメキシコシティと同じ程度の大きさであるとの彼の記述はおそらくは正確なものだっただろう。しかし彼は、見聞きした物語を、見聞録 "Descubrimiento de las siete ciudades" に盛り込みすぎた。この見聞録によって、翌年フランシスコ・バスケス・デ・コロナドは、ズニ・プエブロへのよく知られた探検隊を率い、マルコス修道士がこのガイドを務めた。現実は大きな落胆を示した。
マルコス修道士は、ズニへの二度目の探検の前にフランシスコ会のメキシコ管区長に任命され、1541年に首都に恥ずかしくも戻ってきて、1558年に死んだ。